# 2018
2018（二千十八、二〇一八、にせんじゅうはち）は、自然数または整数において、2017の次で2019の前の数である。

## 性質
- 2018は合成数であり、約数は 1, 2, 1009, 2018 である。
  - 約数の和は3030。
  - 約数を4個もつ570番目の数である。1つ前は2005、次は2019。
- 579番目の半素数である。1つ前は2005、次は2019。
- 2018 = 132 + 432
  - 異なる2つの平方数の和で表せる574番目の数である。1つ前は2017、次は2020。(オンライン整数列大辞典の数列 A004431)
  - 異なる2つの素数の平方和で表せる32番目の数である。1つ前は1874、次は2042。(オンライン整数列大辞典の数列 A103558)
  - 異なる2つの平方数の和1通りで表せる417番目の数である。1つ前は2017、次は2025。
- 2018 = 72 + 82 + 92 + 102 + 112 + 122 + 132 + 142 + 152 + 162 + 172 + 182
  - 12連続整数の平方和とみたとき1つ前は1730、次は2330。
- 約数の和が2018になる数は1個ある。(2017) 約数の和1個で表せる307番目の数である。1つ前は2012、次は2022。
- 各位の和が11になる134番目の数である。1つ前は2009、次は2027。
- 3つの平方数の和7通りで表せる92番目の数である。1つ前は2005、次は2022。
  - 2018 = 12 + 92 + 442 = 32 + 282 + 352 = 52 + 122 + 432 = 82 + 272 + 352 = 92 + 162 + 412 = 192 + 192 + 362 = 202 + 232 + 332 (オンライン整数列大辞典の数列 A25327)
  - 異なる3つの平方数の和6通りで表せる147番目の数である。1つ前は1990、次は2033。(オンライン整数列大辞典の数列 A25344)
- 2018 = 13 + 73 + 73 + 113
  - 4つの正の数の立方数の和で表せる631番目の数である。1つ前は2017、次は2025。(オンライン整数列大辞典の数列 A003327)
- 1/2018 は循環節の長さが252の5番目の循環小数である。1つ前は1653、次は2204。
- 2018 = 24 + 34 + 54 + 64
  - n = 4 のときの 2n + 3n + 5n + 6n の値とみたとき1つ前は376、次は11176。
  - 2018 = (5−1/2)4 + (7−1/2)4 + (11−1/2)4 + (13−1/2)4
- 2018 = 37 − 132

## その他 2018 に関連すること
- 西暦2018年